# Kamal Sowah
Kamal Sowah (Sabon Zongo, 9 de enero de 2000) es un futbolista ghanés que juega en la demarcación de centrocampista para el NAC Breda de la Eredivisie.

## Trayectoria
Tras formarse en las filas inferiores del Right to Dream Academy, se marchó a la disciplina del Leicester City F. C., equipo que le traspasó en calidad de cedido al Oud-Heverlee Leuven durante tres años. En 2021, finalmente, se marchó traspasado al Club Brujas, debutando el 10 de septiembre contra el KV Oostende. También debutó por primera vez en competición europea, siendo en la Liga de Campeones de la UEFA, contra el Paris Saint-Germain FC cinco días después, en un encuentro que finalizó con empate a uno. Al terminar la temporada, se marchó un año en calidad de cedido al AZ Alkmaar, para, posteriormente, volver al Club Brujas.

## Clubes
| Club                         | País         | Año       | Partidos | Goles |
| ---------------------------- | ------------ | --------- | -------- | ----- |
| Oud-Heverlee Leuven (cedido) | Bélgica      | 2018-2021 | 72       | 13    |
| Club Brujas                  | Bélgica      | 2021-2022 | 17       | 0     |
| AZ Alkmaar (cedido)          | Países Bajos | 2022      | 11       | 0     |
| Club Brujas                  | Bélgica      | 2022-2023 | 36       | 2     |
| Standard de Lieja (cedido)   | Bélgica      | 2023-2024 | 28       | 2     |
| Club Brujas                  | Bélgica      | 2024-2025 | 0        | 0     |
| NAC Breda                    | Países Bajos | 2025-     |          |       |